# Antonio Pensa
Antonio Pensa (Milano, 15 settembre 1874 – Pavia, 17 agosto 1970) è stato un anatomista italiano.

## Biografia
Figlio di Michele Pensa e di Giuseppina Calzini, Antonio Pensa studiò all'Università degli Studi di Pavia, dove fu allievo di Camillo Golgi, e si laureò in Medicina nel 1898. Fu docente di Anatomia umana normale dapprima all'Università degli Studi di Sassari (1915–1920), poi all'Università degli Studi di Parma (1921–1929), dove fu anche magnifico rettore, e infine a quella di Pavia (1930–1948), dove dal 1931 al 1945 fu preside della Facoltà di Medicina. Fu un insegnante stimato, membro di numerose accademie scientifiche (per es., Accademia Nazionale dei Lincei, Pontificia accademia delle scienze), e suoi allievi furono Giuseppe Moruzzi e Luigi Cattaneo.Fu autore,in collaborazione con Giuseppe Favaro, del Trattato di anatomia sistematica (ed. del 1933,1935 e 1970) , un testo di anatomia umana apprezzato per le sue qualità didattiche.
Come ricercatore Pensa dette contributi importanti all'anatomia umana normale e comparata, in particolare sull'innervazione di alcuni organi ghiandolari (rene, pancreas, ghiandole salivari), all'istologia e all'anatomia microscopica, alla citologia animale e vegetale e all'embriologia, in particolare sull'istologia e sull'embriologia del timo, dell'albero bronchiale.
Dotato di una grande cultura umanistica, si interessò alla storia delle scienze naturali e della medicina e fu fra i fondatori del Museo per la storia dell'Università di Pavia di cui fu direttore dal 1938 fino alla morte (1970).

## Opere (trattati)
- Trattato di istologia generale, Milano : Società Editrice Libraria, 1925 (V edizione, 1961).
- Trattato di anatomia sistematica (in collaborazione con Giuseppe Favaro), 2 voll., Torino : Unione Tipografico-Editrice Torinese, 1933–1935-1970 ; il testo è stato rielaborato ed aggiornato , nella IV° edizione,UTET-1975, dal suo allievo Luigi Cattaneo.
- Trattato di embriologia generale, Milano : Società Editrice Libraria (V edizione, 1951)